# チャド・ソボトカ
チャド・ニコラス・ソボトカ（Chad Nicholas Sobotka, 1993年7月10日 - ）は、 アメリカ合衆国フロリダ州サラソータ出身の元プロ野球選手（投手）。右投右打。

## 経歴

### プロ入りとブレーブス時代
2014年のMLBドラフト4巡目（全体133位）でアトランタ・ブレーブスから指名され、プロ入り。
2015年、ルーキー級ガルフ・コーストリーグ・ブレーブスでプロデビュー。アパラチアンリーグのルーキー級ダンビル・ブレーブスとA級ローム・ブレーブスでもプレーし、3球団合計で15試合（先発9試合）に登板して1勝6敗、防御率6.32、22奪三振を記録した。
2016年はA級ローム、A+級カロライナ・マドキャッツ、AA級ミシシッピ・ブレーブスでプレーし、3球団合計で30試合に登板して2勝3敗3セーブ、防御率3.03、45奪三振を記録した。
2017年はA+級フロリダ・ファイヤーフロッグスとAA級ミシシッピでプレーし、2球団合計で34試合に先発登板して4勝5敗、防御率6.09、52奪三振を記録した。
2018年は開幕をA+級フロリダで迎え、AA級ミシシッピとAAA級グウィネット・ストライパーズを経て8月10日にメジャー契約を結んでアクティブ・ロースター入りした。同日のミルウォーキー・ブルワーズ戦でメジャーデビュー。この年メジャーでは14試合に登板して1勝0敗、防御率1.88、21奪三振を記録した。

### ブルワーズ傘下時代
2021年4月6日にオーランド・アルシアとのトレードで、パトリック・ワイゲルと共にブルワーズへ移籍した。移籍後は40人枠に登録された状態で傘下のAAA級ナッシュビル・サウンズに所属していたが、6月16日にライアン・ウェバーの加入によりマイナー契約となった。オフの11月7日にFAとなった。

### 独立リーグ時代
2022年6月22日にアトランティックリーグのガストニア・ハニーハンターズと契約した。7月25日に現役引退を発表した。

## 投球スタイル
長身からフォーシームとスライダーを投げ下ろしてくるパワーピッチャー。フォーシームは平均球速が155.4km/h、最高159km/hまで出る。

## 詳細情報

### 年度別投手成績
| 年 度    | 球 団    | 登 板 | 先 発 | 完 投 | 完 封 | 無 四 球 | 勝 利 | 敗 戦 | セ 丨 ブ | ホ 丨 ル ド | 勝 率 | 打 者 | 投 球 回 | 被 安 打 | 被 本 塁 打 | 与 四 球 | 敬 遠 | 与 死 球 | 奪 三 振 | 暴 投 | ボ 丨 ク | 失 点 | 自 責 点 | 防 御 率 | W H I P |
| -------- | -------- | ----- | ----- | ----- | ----- | -------- | ----- | ----- | -------- | ----------- | ----- | ----- | -------- | -------- | ----------- | -------- | ----- | -------- | -------- | ----- | -------- | ----- | -------- | -------- | ------- |
| 2018     | ATL      | 14    | 0     | 0     | 0     | 0        | 1     | 0     | 0        | 1           | 1.000 | 58    | 14.1     | 5        | 2           | 9        | 2     | 0        | 21       | 3     | 0        | 3     | 3        | 1.88     | 0.98    |
| 2019     | ATL      | 32    | 0     | 0     | 0     | 0        | 0     | 0     | 0        | 6           | ----  | 134   | 29.0     | 28       | 6           | 19       | 0     | 3        | 38       | 3     | 1        | 22    | 20       | 6.21     | 1.62    |
| 2020     | ATL      | 4     | 0     | 0     | 0     | 0        | 0     | 0     | 0        | 0           | ----  | 20    | 3.2      | 6        | 0           | 2        | 0     | 0        | 2        | 2     | 0        | 5     | 5        | 12.27    | 2.18    |
| MLB：3年 | MLB：3年 | 50    | 0     | 0     | 0     | 0        | 1     | 0     | 0        | 7           | 1.000 | 212   | 47.0     | 39       | 8           | 30       | 2     | 3        | 61       | 8     | 1        | 30    | 28       | 5.36     | 1.47    |

### 年度別守備成績
| 年 度 | 球 団 | 投手（P） | 投手（P） | 投手（P） | 投手（P） | 投手（P） | 投手（P） |
| 年 度 | 球 団 | 試 合     | 刺 殺     | 補 殺     | 失 策     | 併 殺     | 守 備 率  |
| ----- | ----- | --------- | --------- | --------- | --------- | --------- | --------- |
| 2018  | ATL   | 14        | 1         | 0         | 0         | 0         | 1.000     |
| 2019  | ATL   | 32        | 0         | 0         | 0         | 0         | ----      |
| 2020  | ATL   | 4         | 0         | 0         | 0         | 0         | ----      |
| MLB   | MLB   | 50        | 1         | 0         | 0         | 0         | 1.000     |

### 背番号
- 61（2018年 - 2020年）